# Maikel Zijlaard
Maikel Zijlaard (Rotterdam, 1 juni 1999) is een Nederlands baan- en wegwielrenner die anno 2023 rijdt voor Tudor Pro Cycling Team. Hij is de kleinzoon van voormalig gangmaker Joop Zijlaard, de jongere broer van wielrenster Nicky Zijlaard en een neef van voormalig wielrenner Michael Zijlaard.

## Carrière
In mei 2016 won Zijlaard het jongerenklassement van de Driedaagse van Axel. Twee maanden later won hij, samen met zijn ploeggenoten, de openingsploegentijdrit in de Sint-Martinusprijs Kontich. De leiderstrui die Zijlaard mocht aantrekken raakte hij een dag later kwijt aan Luis Villalobos. In april 2017 won Zijlaard de Ronde van Vlaanderen voor junioren, waarna hij nog tiende werd in de beloftenversie van Parijs-Roubaix en zesde in die van de E3 Harelbeke. Na twee etappewinsten in de Driedaagse van Axel in mei, won Zijlaard in juli de Belgische eendagswedstrijd Menen-Kemmel-Menen. Daan Hoole sprintte acht seconden later naar de tweede plaats.
In 2018 werd Zijlaard prof bij Hagens Berman Axeon. Datzelfde jaar behaalde hij een tweede plaats tijdens het Europees kampioenschap derny. In 2020 maakt hij de overstap naar de Nederlandse ploeg SEG Racing Academy waarna hij in 2022 bij het VolkerWessels Cycling Team fietst.

## Overwinningen

### Wegwielrennen
2016
Jongerenklassement Driedaagse van Axel
2017
Ronde van Vlaanderen, Junioren
2e en 4e etappe Driedaagse van Axel
Menen-Kemmel-Menen
2022
Dorpenomloop Rucphen
Eindklassement Olympia's Tour
2e en 3e etappe Ronde van Zuid-Bohemen
Puntenklassement Ronde van Zuid-Bohemen
2024
Proloog Ronde van Romandië

#### Resultaten in voornaamste wedstrijden op de weg
| Jaar | Ronde van Italië | Ronde van Frankrijk | Ronde van Spanje |
| ---- | ---------------- | ------------------- | ---------------- |
| 2024 |                  |                     |                  |
| 2025 | 154e             |                     |                  |

| Jaar | Gent-Wevelgem |
| ---- | ------------- |
| 2024 | opgave        |
| 2025 | opgave        |

#### Resultaten in kleinere rondes
| Jaar | UAE Tour | Parijs-Nice | Ronde van Romandië | Ronde van Polen | Ronde van Guangxi |
| ---- | -------- | ----------- | ------------------ | --------------- | ----------------- |
| 2023 | 127e     |             |                    | opgave          | 94                |
| 2024 | 119e     | opgave      | opgave (1)         |                 |                   |

### Baanwielrennen
| Jaar     | NK                                           | EK       | WK       | Overig   |
| Junioren | Junioren                                     | Junioren | Junioren | Junioren |
| -------- | -------------------------------------------- | -------- | -------- | -------- |
| 2016     | achtervolging · puntenkoers                  |          |          |          |
| Elite    |                                              |          |          |          |
| 2017     | derny                                        |          |          |          |
| 2018     | derny                                        | derny    |          |          |
| 2019     | ploegenachtervolging · achtervolging · derny |          |          |          |
| 2021     | achtervolging                                |          |          |          |
| 2023     | afvalkoers · scratch                         |          |          |          |

## Ploegen
- 2018 –  Hagens Berman Axeon
- 2019 –  Hagens Berman Axeon
- 2020 –  SEG Racing Academy
- 2021 –  SEG Racing Academy
- 2022 –  VolkerWessels Cycling Team[2]
- 2023 –  Tudor Pro Cycling Team
- 2024 –  Tudor Pro Cycling Team
- 2025 –  Tudor Pro Cycling Team

Almeida · Anderson · Barta · Bennett · Bjerg · Blevins · Brown · Costa · Davis · Garrison · Mostov · I. Oliveira · R. Oliveira · Philipsen · Revard · Rice · Zijlaard
Bohli · Brun · Charrin · de Kleijn · J. Eriksson · L. Eriksson · Froidevaux · Heming · Kamp · Kelemen · Kluckers · Kolze Changizi · Pellaud · Pluimers · Reichenbach · Suter · Thalmann · Voisard · Wilksch (vanaf 5/8) · Wirtgen · Zijlaard
Bohli · Brenner · Brun · Charrin · Dainese · de Kleijn · J. Eriksson · L. Eriksson · Froidevaux · Heming · Kamp · Kelemen · Kluckers · Kolze Changizi · Krieger · Mayrhofer · Pellaud · Pluimers · Reichenbach · Rondel (vanaf 20/7) · Storer · Stork · Suter · Thalmann · Trentin · Voisard · Wilksch · Wirtgen · Zijlaard